# Каролін Лангенхорст
Каролін Лангенгорст (народилася 3 лютого 1996 року в Хаммі ) — німецька сноубордистка.

## Кар'єра
Лангенхорст, яка представляє WSV Bischofswiesen, вперше взяла участь у гонках Кубка Європи у Вратні в січні 2010 року. Вона фінішувала 24-ою в паралельному гігантському слаломі та 23-ою в гігантському слаломі. У 2013 році на Європейському зимовому юнацькому олімпійському фестивалі в Предялі вона здобула срібну медаль у паралельному гігантському слаломі. У березні того ж року Лангенхорст зайняла восьме місце в паралельному слаломі та паралельному гігантському слаломі на Чемпіонаті світу серед юніорів зі сноуборду в Ерзурумі. У лютому 2014 року вона дебютувала в Кубку світу зі сноуборду в Зудельфельді, де фінішувала 35-ою в паралельному гігантському слаломі. На Чемпіонаті світу серед юніорів зі сноуборду 2014 року в К'єзі (Вальмаленко) Лангенхорст посіла 12 місце в паралельному слаломі та 11 місце в паралельному гігантському слаломі.
У сезоні 2014/15 Лангенхорст взяла участь у 12 етапах Кубка Європи, сім разів потрапивши до першої десятки. Вона здобула свою першу перемогу в Кубку Європи в паралельному гігантському слаломі в Лівіньо і завершила сезон шостою в загальному заліку паралельного рейтингу. На Чемпіонаті світу зі сноуборду серед юніорів 2015 року в Ябулі вона фінішувала 12-ю в паралельному гігантському слаломі та 11-ю в паралельному слаломі. Її найкращим результатом на Кубку світу в сезоні 2015/16 стало 26-е місце в паралельному гігантському слаломі в Карецца та паралельному слаломі в Кортіна д'Ампеццо. 
У січні 2016 року Лангенхорст здобула свою другу перемогу в Кубку Європи, вигравши паралельний слалом на Старій Планині. На Чемпіонаті світу серед юніорів 2016 року в Роглі вона завоювала бронзову медаль у паралельному гігантському слаломі і посіла 4-е місце в паралельному слаломі. Після цього вона завершила сезон на 35-му місці в загальному заліку Кубка світу з паралельних дисциплін, включаючи паралельний слалом і паралельний гігантський слалом.
На початку сезону 2016/17 Лангенхорст здобула перемогу в паралельному слаломі на Кубку Європи в Ландграафі та двічі потрапила до трійки на етапах у Герлітцені. У січні 2017 року вона здобула свій перший подіум у Кубку світу, фінішувавши другою в паралельному гігантському слаломі в Роглі. На Чемпіонаті світу 2017 року в Сьєрра-Неваді вона фінішувала 16-ю в паралельному слаломі та 14-ю в паралельному гігантському слаломі. Сезон вона завершила на 14-му місці в Кубку світу з паралельних дисциплін, 12-ю в Кубку світу з паралельного слалому і 10-ю в Кубку світу з паралельного гігантського слалому. У Кубку Європи Лангенхорст виграла залік в паралельному гігантському слаломі та посіла друге місце в паралельному заліку.
У сезоні 2017/18 вона зайняла 12-те місце в Кубку світу з паралельного слалому і Кубку світу з паралельного гігантського слалому, з шістьма потрапляннями в першу десятку. На Зимових Олімпійських іграх 2018 року в Пхенчхані вона фінішувала дев'ятою в паралельному гігантському слаломі. Наступного року на Чемпіонаті світу 2019 року в Парк-Сіті Лангенхорст посіла 17-те місце в паралельному слаломі та 7-е місце в паралельному гігантському слаломі.
У сезоні 2019/20 Лангенгорст посіла 11-е місце з чотирма місцями в першій десятці. Місце в Кубку світу з паралельного гігантського слалому, восьме місце в Кубку світу з паралельного спорту та сьоме місце в Кубку світу з паралельного слалому. Фінішувавши шостою в Кортіна-д'Ампеццо на початку сезону 2020/21, вона посіла третє місце в паралельному слаломі в Берхтесгадені та досягла дев'ятого місця в Кубку світу з паралельного гігантського слалому в кінці сезону. На найвизначнішому етапі сезону, Чемпіонаті світу зі сноуборду 2021 на Роглі, вона стала 11-ю в паралельному гігантському слаломі і 10-е місце в паралельному слаломі. У сезоні 2021/22 вона посіла п'яте місце в паралельному Кубку світу з сімома фінішами в першій десятці, включаючи третє місце в паралельному гігантському слаломі в Банному. На зимових Олімпійських іграх-2022 у Пекіні вона стала сьомою в паралельному гігантському слаломі.

## Особисті
Сім'я Лангенхорст переїхала з Вестфалії до Баварії, коли їй було два з половиною роки. Вона вивчає математику в LMU Мюнхена і є спортсменом.  
Під час кризи, пов’язаної з коронавирусом, Каролін Лангенхорст стала помічницею по телефону в департаменті охорони здоров’я в Бад-Райхенгаллі. У жовтні 2020 року міністр спорту Баварії Йоахім Херрманн нагородив її баварською спортивною премією в номінації «зразкова відданість справі подолання пандемії коронавируса».  

## Участь у чемпіонатах світу та зимових Олімпійських іграх

### Зимова Олімпіада
- 2018 Пхенчхан : 9. Місце в паралельному гігантському слаломі
- 2022 Пекін : 7. Місце в паралельному гігантському слаломі

### Чемпіонат світу зі сноуборду
- 2017 Сьєрра-Невада : 14 місце в паралельному гігантському слаломі, 16 місце в паралельному слаломі
- 2019 Парк-Сіті : 7 місце в паралельному гігантському слаломі, 17 місце в паралельному слаломі
- 2021 Рогла : 10 та 11 місця в паралельному гігантському слаломі
- 2023 Бакуріані : 10 місце в паралельному гігантському слаломі, 13 місце в паралельному слаломі

## Веб-посилання
- Каролін Лангенхорст — статистика на сайті ФІС (англ.)
- Carolin Langenhorst auf der Website des Deutschen Olympischen Sportbundes